# スパイダーマン (アニメ)
『スパイダーマン』（Spider-Man: The Animated Series）は、マーベル・コミックの大ヒットアメコミ『スパイダーマン』を原作とした、1994年から1998年にかけてアメリカ合衆国で製作されたテレビアニメシリーズ。
日本では、2004年7月5日から8月25日にかけて、映画『スパイダーマン2』の公開に合わせてカートゥーン ネットワークで放送された。2007年3月からも映画『スパイダーマン3』の公開に合わせ、再び放送された（何れもシーズン4までの放送で、シーズン5は未放映）。また、2009年8月からはディズニーXDにて放送が開始されたが、日本語版のEDがカットされている。

## 概要
放送当時、すでに30年近い歴史を持っていたコミックを、初心者でも分かりやすいように再構築した作品。アメリカン・コミックの特徴である「クロスオーバー」が行われており（ただし、アニメ版では「ゲスト出演」に近い）、中には再登場した者もいる。#ゲストヒーロー、#ゲストヴィランを参照。
RETAS!PROを使用して制作された最初のテレビアニメシリーズである。日本語吹き替え版では、スパイダーマン 新アニメシリーズやスパイダーマンTMとスパイダーマン2から担当されている声優が多い。

### 基本設定
ピーター・パーカーは、大学に通いながら、ニューヨークの新聞社「デイリー・ビューグル」でカメラマンのアルバイトをしている。だがその裏で密かに、彼はスパイダーマンとして、悪と戦い続けていた。敵は、引ったくり・銀行強盗と言った「普通の」犯罪者から、マッドサイエンティスト、エイリアン、吸血鬼などのスーパーヴィラン（超悪役）まで、多種多様に渡る。主な敵は、犯罪界を牛耳るキングピンだが、徒党を組まない敵も多い。敵と共闘する、あるいは敵（悪役）が味方（ヒーロー）になることもある。
デイリー・ビューグルのオーナーであるJ・ジョナ・ジェイムソンが「反スパイダーマン派」であり、スパイダーマンバッシングをすることもあって、スパイダーマンに懐疑的な目を向けている市民もいる。
また、ヒーロー稼業を優先するあまりガールフレンドに振られたり、成績に悪影響を与えるなど、報われないことが少なくない。だが、ベン伯父さんの遺した「大いなる力には、大いなる責任が伴う」という言葉を胸に、スパイダーマンは、今日も悪との戦いに赴く―軽口を叩きながら。

## 登場人物
以下は、アニメ版での変更点、およびリンク先で説明されていない人物について説明する（本名に関しては、アニメ版で明言されていないものも含む）。

### 主人公側

#### 主人公、家族、友人
ピーター・パーカー/スパイダーマン
声 - 森川智之/英 - クリストファー・ダニエル・バーンズ
エンパイアステート大学（ESU）に通っている。得意分野は科学。
ピーターとしてもスパイダーマンとしても多くの人間関係を持っている。
スパイダーマンでの活動の際は手首に「ウェブシューター」を付けている（ウェブシューターは化学反応を起こす点などで糸以外での使用効果も果たす）。
副作用のせいで腕が6本になり最終的には蜘蛛の怪物（MAN-SPIDER）になったり、ヴァルチャーに若さを奪われ60歳の老人になってしまったりとさまざまな苦難を受けるが、多くの協力者に助けられ（たまにはヴィランも含む）乗り越えることができた。
基本的な愛人はフェリシアかメーリージェーンである。
メイ・パーカー
声 - 定岡小百合/英 - リンダ・ゲイリー→ジュリア・ベネット
ピーターの最愛の家族（叔母）である。アンナ・ワトソンとは親友同士である。
ベン・パーカー
声 - 麦人/英 - ブライアン・キース
故人でピーターの叔父。
過去に何度も幼いピーターを勇気付ける台詞を言っている。
メリー・ジェーン・ワトソン
声 - 甲斐田裕子/英 - サラ・バランタイン
第3話より初登場。仕事は女優活動。
ピーターに恋心を抱くが、ピーターに無謀意にキスされたり（実際はカメレオンがピーターに変身していた）、ピーター本人に「君よりフェリシアを選ぶ」と決断されたこと（ブレイドたちとモービウスを倒す作戦中だったことで仕方なかったため）やピーターにデートの誘いをすっぽかされることが何度もあり、1度ハリーと婚約するが後に撤回する。（このことでピーターはハリーから逆恨みを受ける羽目になる）
シーズン3にてグリーンゴブリンに誘拐され、戦いの途中で行方不明になるが、シーズン4にて戻って来る。
アンナ・ワトソン
声 - 田村聖子/英 - メイジェル・バレット
ユージン（フラッシュ）・トンプソン
声 - 白熊寛嗣/英 - パトリック・ラビオートゥー→マシュー・ラボートー
デブラ・ホイットマン
声 - 早川いほ/英 - リズ・ジョージ
エンパイアステート大学に通う、理系の女子大生。成績は優秀。
エリザベス（リズ）・アレン
声 - たかはし智秋/英 - マーラ・ルビノフ
エンパイアステート大学に通う女子大生。メリージェーンの友人（ピーターのガールフレンドではない）。
フェリシア・ハーディ/ブラックキャット
声 - 斎藤恵理/英 - ジェニファー・ヘイル
ハーディ財団の令嬢。エンパイアステート大学に通う。
アナスタシア・ハーディ
声 - 喜田あゆみ/英 - ルー・マクラナハン→ディミトラ・アーリス
ハーディ財団の代表。フェリシアの母。
オズコープ（ノーマン・オズボーンの会社）の株主の一人。
ジョン・ハーデスキー
声 - 世古陽丸/英 - ジョン・フィリップ・ロー
フェリシアの父。
カーティス（カート）・コナーズ/リザード
声 - 楠大典/英 - ジョセフ・キャンパネラ
エンパイアステート大学の教授。新遺伝子工学の権威である。
マーガレット・コナーズ
声 - 森谷恵利/英 - ジゼル・アルケニー
コナーズ教授の妻。

#### デイリービューグル（新聞社）関係者
J・ジョナ・ジェイムソン（EDクレジットでの表記は「ジェームソン」）
声 - 廣田行生/英 - エドワード・アズナー
社主。オズコープの株主の一人でもある。
ジョン・ジェイムソン
声 - 最上嗣生/英 - マイケル・ホートン
J・ジョナ・ジェイムソンの息子で宇宙飛行士。
ジョセフ（ジョー）・ロビー・ロバートソン
声 - 仲野裕/英 - ロドニー・ソールズベニー
ランディ・ロバートソン
声 - 宮田幸季/英 - アルフレンソ・リベイロ
ロビーの息子。
グローリー・グラント
声 - 江口秀子/英 - ネル・カーター
J・ジョナ・ジェイムソンの秘書（女性）。
ネッド・リーズ
声 - 岩尾万太郎/英 - ボブ・バーゲン

### ヴィランと、その関係者
ノーマン・オズボーン/グリーンゴブリン（初代）
声 - 森田順平/英 - ニール・ロス
森田順平は、トゥーン・ディズニー版『スパイダーマン&アメイジング・フレンズ』でも同じ役を担当した。ニール・ロスは『スパイダーマン&アメイジング・フレンズ』でも同じ役を担当した。
ハリー・オズボーン/グリーンゴブリン（2代目）
声 - 阪口周平/英 - ゲイリー・イムホフ
ジェイソン・フィリップ・マッキンデイル・Jr./ホブゴブリン
声 - 佐藤祐四/英 - マーク・ハミル
ジェイソン・フィリップスと偽名を名乗り、フェリシアに近づいた。
オットー・オクティヴィアス/ドクター・オクトパス
声 - 島香裕/英 - エフレム・ジンバリスト・Jr
一度、キングピンの配下（インシディアス・シックス）となったことがある。
島香裕は、トゥーン・ディズニー版『スパイダーマン&アメイジング・フレンズ』でも同じ役を担当した。
クエンティン・ベック/ミステリオ
声 - 高瀬右光/英 - グレッグ・バーガー
一度、キングピンの配下（インシディアス・シックス）となったことがある。
高瀬右光は、トゥーン・ディズニー版『スパイダーマン&アメイジング・フレンズ』でも同じ役を担当した。
ミランダ・ウィルソン
声 - 中澤やよい/英 - ビヴァリー・ガーランド
ベックが関わっていた映画の主演女優（ベックがミステリオとなる前）。メリージェーンと瓜二つの顔をしている。
マクドナルド（マック）・ガーガン/スコーピオン
声  - 後藤哲夫/英 - マーティン・ランドー→リチャード・モル
尾から酸を放出する（コミックでは電撃）。
一度、キングピンの配下（インシディアス・シックス）となったことがある。
後藤哲夫は、トゥーン・ディズニー版『スパイダーマン&アメイジング・フレンズ』でも同じ役を担当した。
サラ・ベイカー
声 - 沢口千恵/英 - サンドラ・ベルンハルト
ガーガンの恋人。スコーピオンとなったガーガンを匿っている。裕福ではない（貯金は500ドル）。
セルゲイ・クラヴィノフ/クレイヴン
声 - 手塚秀彰/英 - グレッグ・バーガー
手塚秀彰は、トゥーン・ディズニー版『スパイダーマン&アメイジング・フレンズ』でも同じ役を担当した。
マライア・クロフォード
声 - 水落幸子/英 - スーザン・ビュービアン
科学者。クレイヴンの恋人。クレイヴンはカリプソと呼ぶ（ギリシャ神話の登場人物に由来）。
エドワード（エディ）・チャールズ・ブロック/ヴェノム
声 - 青山穣/英 - ハンク・アザリア
青山穣は、『スパイダーマン・アンリミテッド』でも同じ役を担当した。
シルバーメイン
声 - 中庸助、野中秀哲（若返った時）、山口眞弓（子供になった時）、大谷育江（幼児になった時）/英 - ジェフ・コーリー、タウンゼンド・コールマン（若）、マシュー・マッカーリー（子供）、キャノン・ヤング（幼児）
暗黒街の一員。キングピンに反旗を翻した。
人間を若返らせる力を持つとされる「時の石版」の力を使い、若返りを目論むが、若返りすぎ、幼児になったことがある（声優も異なる）。
アリーサ・シルバー
声 - 小池亜希子/英 - ミーラ・フルラン
アニメ版オリジナルキャラクター。シルバーメインの娘。
ハマーヘッド（ハンマーヘッド）
声 - 髙階俊嗣/英 - ニッキー・ブレア
シルバーメインの部下。後にキングピンの側につく。
モリス（モリー）・ベンチ/ハイドロマン
声 - 三宅健太/英 - ロブ・ポールセン
メリージェーンのかつての恋人。
マイケル・モービウス
声 - 斧アツシ/英 - ニック・ジェイムソン
エンパイアステート大学の学生（留学生）として登場する。
エイドリアン・トゥームズ/ヴァルチャー
声 - 西川幾雄（老）、上田陽司（若）/英 - エディ・アルバート（老）、アラン・ジョンソン（若）
科学者で富豪の老人。若返りを望み、研究を続ける（若返った際は、声優も異なる）。
クリータス・キャシディ/カーネイジ
声 - 岡野浩介/英 - スコット・クレバードン
岡野浩介は、『スパイダーマン・アンリミテッド』でも同じ役を担当した。
エレクトロ
声 - 日本語版未登場/英 - フィリップ・プロクター

#### キングピンと、その関係者
ウィルソン・フィスク/キングピン
声 - 麦人/英 - ロスコー・リー・ブラウン
表の顔は、慈善家。逮捕歴などはなく、善人と思われて（思わせて）いる（実際は、若い頃に刑務所に入っていたが、記録を抹消している）。
自己保身のためには、自分の息子でも見捨てる。
オズコープの株主でもあり、ノーマン・オズボーンと非合法なつながりがある（他の株主は、非合法なつながりはない）。
麦人は、トゥーン・ディズニー版『スパイダーマン&アメイジング・フレンズ』でも同じ役を担当した。
ヴァネッサ・フィスク
声 - 山口眞弓/英 - キャロライン・グッドール
キングピンの妻。夫の仕事のことは、快く思っていない。
リチャード・フィスク
声  - 奥田啓人/英 - ニック・ジェイムソン
キングピンの息子。悪事にも加担している。
スペンサー・スマイス
声 - 塚田正昭/英 - エドワード・マルヘア
スパイダー・スレイヤーの製作者。ノーマン・オズボーンとの契約により、スパイダーマンを狙った。
アリスター・スマイス
声 - 望月健一/英 - マックスウェル・コールフィールド
スペンサーの息子。キングピンに騙され、スパイダーマンを父のカタキと信じて狙うが、失敗続きのために見限られ、ランドンによって生体ロボットに変えられてしまう。
それ以降、キングピンと袂を分かち、シルバーメインの配下となる。
ハーバート・ランドン
声 - 佐々木健/英 - デビッド・ワーナー
アニメ版オリジナルキャラクター。ミュータントを憎む科学者で、ビースト（X-メン）の旧友。
後にキングピンの補佐役となる（アリスターの後任）。
ハーマン・シュルツ/ショッカー
声 - 楠大典/英 - ジム・カミングス
素顔を見せることはなく、個人的な部分を掘り下げられることもない（本名で呼ばれることもない）。刑務所でも、コスチュームのまま収容されていた（衝撃波発生装置は没収されていた）。
キングピンの支配下にある。インシディアス・シックスの一員となったことがある。
楠大典は、トゥーン・ディズニー版『スパイダーマン&アメイジング・フレンズ』でも同じ役を担当した。
アレックス・O・ハーン/ライノ
声 - 石川ひろあき/英 - ドン・スターク
本名で呼ばれることもなく、個人的な部分を掘り下げられることもない。
キングピンの支配下にある。インシディアス・シックスの一員となったことがある。
ドミトリ・スメルダコフ/カメレオン
変装した状態で喋ったことはあるが、カメレオンの姿では、喋ったことがない。
当初は単独行動を取っていた。後にキングピンの配下となる。インシディアス・シックスの一員となったことがある。
初期はベルトに映像を取り込み、それを投影することで変装していた。後に改造され、ベルトは不要となる（目もカメラに改造された）。
ロニー・トンプソン・リンカーン/トゥームストーン
声 - 佐々木誠二/英 - ドリアン・ヘアウッド
子供の頃は、ロビーと交際があった。ロビーが生真面目な性格であったため、「カタブツくん」と呼んで揶揄していた。
ジナサン・オーン/スポット
声 - 落合弘治/英 - オリヴァー・モアヘッド
元、スターク・エンタープライズの研究者。
アイスバーグ
声 - 有本欽隆/英 - ローレンス・A・マンドリー
ホビー（プラウラー）を部下に使っていたマフィア。冷凍光線銃を使う。
インシディアス・シックス
キングピンの発案で結成された、スーパーヴィランの6人組。原作のシニスター・シックスに相当する。
メンバーは、ドクター・オクトパス、ミステリオ、スコーピオン、ライノ、ショッカー、カメレオン。
第14話で結成されたが、第15話で解散する。ドクター・オクトパス、ミステリオ、スコーピオンはキングピンの元を離れたが、カメレオンは後に傘下に収まっている。

### その他
ファーレー・スティルウェル
声 - 金子由之/英 - マイケル・レイ
遺伝子操作ビーム照射機「リコンビネーター」の開発者。エンパイアステート大学の教授でもあった。
テリー・リー
声 - 朴璐美/英 - ドーン・ルイス
ニューヨーク市警の女性警部補。
シルビア・ロペス
声 - 平林早苗/英 - ワンダ・デ・ジーザス
キングピンと関わりのある科学者。シーズン3 第12話に登場。
マダム・ウェブ
声 - 真山亜子/英 - ジョン・リー
現実のパワーを持つビヨンダーの同盟者。クモのチェアに座っており、スパイダーマンにファン（マリア）の夢を叶えた。
マリア・タイーナ・エリゾンド
声 - 小倉優子/英 - ステファニー・ユーステス
スパイダーマンのファン（少女）。スパイディが大好きでいつも新聞からピーターが撮っている写真を切り抜き、それを写真集にして飾っている。
マウジー
声 - 喜田あゆみ/英 - アン＝マリー・ジョンソン
タクシーの運転手。ニューヨークの路地で強盗に追い詰められているところをスパイダーマンに救われたことがある。
アシュレイ・カフカ
声 - 高森奈緒/英 - バーバラ・グッドソン
女性セラピスト。エディ（ヴェノム）を担当。
アンジェラ
声 - 林真里花/英 - アン＝マリー・ジョンソン
ボビー（プラウラー）の恋人だった女性。
判事
声 - 浦山迅/英 - 不明
ニューヨーク裁判所の判事、ロビーの担当。
スタン・リー
声 - 日本語版未登場/英 - 本人
最終話にて登場する。

### ゲスト

#### ゲストヒーロー
ニック・フューリー
声 - 大川透/英 - フィリップ・アボット→ジャック・エンジェル
第13話にて初登場。S.H.I.E.L.D.も登場した。
X-メン
第17話、第18話の前後編で初登場。
同時期に放送されていたアニメ版X-メンのデザインで登場。BGMも使用された。
原語版の声優はアニメ版X-メンと同じだが、日本の声優は、テレビ東京版、トゥーン・ディズニー版とも違っている（プロフェッサーXを除く）。
ローガン/ウルヴァリン
声 - 長嶝高士/英 - カハル・J・ドッド
ヘンリー（ハンク）・マッコイ/ビースト
声 - 木村雅史/英 - ジョージ・ブザ
ランドンと旧知、という設定で登場。
ローグ
声 - 山口眞弓/英 - レノア・ザン
チャールズ・エグゼビア/プロフェッサーX
声 - 佐々木省三/英 - セドリック・スミス
佐々木省三は、トゥーン・ディズニーで放送されたアニメ『X-メン』でも同じ役を担当した。『スパイダーマン&アメイジング・フレンズ』のトゥーン・ディズニー版でも同様。
スコット・サマーズ/サイクロップス
声 - 楠大典/英 - ノーマン・スペンサー
ストーム
声 - 大鐘則子/英 - アリソン＝シーリー・スミス→イオナ・モリス
ガンビット
声 - 寺田明正/英 - クリス・ポッター
ジュビリー
声 - 黒河奈美/英 - アリソン・コート
ジーン・グレイ
声 - 不明 / 英 - キャサリン・ディッシャー
フランク・キャッスル/パニッシャー
声 - 相沢正輝/英 - ジョン・ベック
第20話にて初登場。
コミック版のデビューは、スパイダーマンのレギュラー誌である（スピンオフで独立誌を持った）。
ライナス・リーバーマン/マイクロチップ
声 - 北川勝博/英 - ロバート・アクセルロッド
通称：チップ。パニッシャーのパートナー。
エリック・ブルックス/ブレイド
声 - 西凛太朗/英 - JD・ホール
第22話にて初登場。
エイブラハム・ホイッスラー
声 - 齋藤龍吾/英 - マルコム・マクダウェル→オリヴァー・モアヘッド
ブレイドのパートナー。
ドクター・ストレンジ
声 - 中田雅之/英 - ジョン・ヴァーノン
マーベル・ユニバースで屈指の魔術師。第28話にて初登場。
中田雅之は、トゥーン・ディズニー版『スパイダーマン&アメイジング・フレンズ』でも同じ役を担当した。
ウォン
声 - 飯島肇/英 - ジョージ・タケイ
ドクター・ストレンジの弟子。
ロバート・ファレル/ロケット・レーサー
声 - 姫野惠二/英 - ビリー・アトモア
第32話にて初登場。
パニッシャー同様、デビューは、スパイダーマンのコミックである。
マット・マードック/デアデビル
声 - 石丸純/英 - エドワード・ローレンス・アルバート・Jr
第33話、第34話の前後編で初登場。
石丸純は、トゥーン・ディズニー版『スパイダーマン&アメイジング・フレンズ』でも同じ役を担当した。
アンソニー（トニー）・スターク/アイアンマン
声 - 加藤亮夫/英 - ロバート・ヘイズ
第37話にて初登場。アイアンマンとして活躍するのは第38話。
加藤亮夫は、トゥーン・ディズニー版『スパイダーマン&アメイジング・フレンズ』でも同じ役を担当した。
ジェームズ（ジム）・ルパート・ローズ/ウォーマシン
声 - 佐藤晴男/英 - ジェームズ・アヴェリー
第37話にて初登場。
普段はスターク・エンタープライズの警備主任。
スティーブ・ロジャース/キャプテン・アメリカ
声 - 大川透/英 - デヴィッド・ルーカス→デヴィッド・ヘイター
ホビー・ブラウン/プラウラー
声 - 高木渉/英 - ティム・ラス
以下はシーズン5に登場。
シルバー・セーブル
声 - 未定 /英 - ミーラ・フルラン
ロバート・フランク/ウィザー
声 - 未定 /英 - ウォーカー・エドミストン
マデリーン・ジョイス/ミス・アメリカ
声 - 未定 /英 - キャシー・ガーバー
ファンタスティック・フォー
Mr.ファンタスティック
声 - 未定 /英 - カム・クラーク
インビジブル・ウーマン
声 - 未定 /英 - ゲイル・マチアス
ザ・シング
声 - 未定 /英：パトリック・ピニー
ヒューマン・トーチ
声 - 未定 /英 - クリントン・フリン
グウェン・ステイシー
声 - 未定 / 英 - メアリー・ケイ・バーグマン
「The Farwell Spider-Man」に登場。
この他、ハルクとアヴェンジャーズが存在している（第1話にて、スパイダーマン自身の口から語られている。ファンタスティック・フォーのことも口にした）。

#### ゲストヴィラン
マスター・ドマームー
声 - 竹田雅則/英 - エド・ギルバート
異次元の存在。強大な力を持つ。現実世界への進出を図っている。
モルド男爵
声 - 佐藤晴男/英 - トニー・ジェイ
マスター・ドマームーのしもべ。ストレンジの兄弟子でもある。

レッドスカル
声 - 麦人/英 - アール・ボーエン→フィル・プロクター
キャプテンアメリカの仇敵。第二次世界大戦の時代に誕生し、活動を続けている。
麦人は、トゥーン・ディズニー版『スパイダーマン&アメイジング・フレンズ』でも同じ役を担当した。
ミリアム
声 - 藤生聖子/英 - ニッシェル・ニコルズ
ブレイドの母親。元は人間だったが、完全な吸血鬼になっている。
ドクター・ドゥーム
声 - 未定 /英 - トム・ケイン

### その他の声優
- 武虎（第32話[18]）、小礒岳人[19]、近藤広務[20]、重松朋[21] ほか

## 放映リスト
日本での初回放送時のサブタイトルは日本語で表記しているが、第8話については英語タイトルが流れた後に日本語で中央に表示された。森川智之版のスパイダーマンシリーズでは唯一、吹替用字幕が存在しない作品である。なお、タイーナが登場する2話分のエピソード（第29話、第30話）はディズニーXDで放送されていない。ガイド誌などでは飛ばしてカウントされ、以後の話数は繰り上がって表示されている（第31話が第29話に、第32話が第30話に、それぞれ繰り上がり、全50話となっている）。
| シーズン | ストーリータイトル                            | 話数 | 話数 | 放送期間       | 放送期間       |
| -------- | --------------------------------------------- | ---- | ---- | -------------- | -------------- |
| 1        | なし                                          | 13   | 13   | 1994年11月19日 | 1995年6月11日  |
| 2        | ネオジェニック・ナイトメア Neogenic Nightmare | 14   | 14   | 1995年9月9日   | 1996年2月24日  |
| 3        | 父親の罪 The Sins of the Fathers              | 14   | 14   | 1996年4月27日  | 1996年11月23日 |
| 4        | 忍び寄る危機 Partners In Danger               | 11   | 11   | 1997年2月1日   | 1997年8月2日   |
| 5        | なし                                          | 13   | 1    | 1997年9月12日  | 1997年9月12日  |
| 5        | Six Forgotten Warriors                        | 13   | 5    | 1997年9月19日  | 1997年10月17日 |
| 5        | The Return of Hydro-Man                       | 13   | 2    | 1997年10月24日 | 1997年10月31日 |
| 5        | Secret Wars                                   | 13   | 3    | 1997年11月7日  | 1997年11月21日 |
| 5        | Spider Wars                                   | 13   | 2    | 1998年1月31日  | 1998年1月31日  |

日本での初回放送日はカートゥーンネットワーク放送時。

### シーズン1
| 話数 (CN) | 話数 (XD) | 話数 | サブタイトル                     | 原題                             | 脚本 | 演出                                         | 作画監督       | 初放送日        | 初放送日      |
| --------- | --------- | ---- | -------------------------------- | -------------------------------- | --- | -------------------------------------------- | -------------- | --------------- | ------------- |
| 1         | 1         | 1    | 闇に消えるリザード               | Night of the Lizard              | ジェリー・コンウェイ スタン・リー ジョン・ゼンパー）                                                                  | 鈴木幸雄                                     | 高橋昇         | 1994年 11月19日 | 2004年 7月5日 |
| 2         | 2         | 2    | スパイダー・スレイヤーの驚異     | The Spider Slayer Part 1         | ジョン・ゼンパー スタン・ベルコウィッツ（原案）                                                                       | 鈴木幸雄                                     | 高橋昇         | 1995年 2月4日   | 7月6日        |
| 3         | 3         | 3    | 逆襲 スパイダー・スレイヤー      | The Spider Slayer Part 2         | マーク・ホフマイヤー ジョン・ゼンパー（原案）                                                                         | 鈴木幸雄                                     | 高橋昇         | 2月11日         | 7月7日        |
| 4         | 4?        | 5    | ドクター・オクトパスの陰謀       | Dr. Octopus: Armed and Dangerous | ブルックス・ワシュテル（原案も担当） シンシア・ハリソン ジョン・ゼンパー（原案）                                      | 鈴木幸雄                                     | 高橋昇         | 2月18日         | 7月8日        |
| 5         | 5?        | 4    | 怪人ミステリオのトリック         | The Menace of Mysterio           | ジョン・ゼンパー マーヴ・ウルフマン スタン・ベルコヴィッツ                                                            | 鈴木幸雄                                     | 高橋昇         | 2月25日         | 7月9日        |
| 6         | 6         | 6    | マンハッタン危機一髪             | The Sting of the Scorpion        | ジョン・ゼンパー ロバート・N・スキル マーティー・アイゼンバーグ                                                       | 鈴木幸雄                                     | 高橋昇         | 3月11日         | 7月10日       |
| 7         | 7         | 7    | 最強ハンター クレイヴン          | Kraven the Hunter                | マーク・ホフマイヤー ジョン・ゼンパー（原案） ジャン・ストルナッド（原案）                                            | 鈴木幸雄                                     | 高橋昇         | 4月1日          | 7月11日       |
| 8         | 8         | 8    | エイリアン・コスチューム パート1 | The Alien Costume, Part One      | ジョン・ゼンパー スタン・ベルコヴィッツ メグ・マクラフリン レン・ウィーン アヴィ・アラド（原案） スタン・リー（原案） | キム・セウォン マ・ジュンワン イ・ソンヒ     | クレジット無し | 4月29日         | 7月12日       |
| 9         | 9         | 9    | エイリアン・コスチューム パート2 | The Alien Costume, Part Two      | ジョン・ゼンパー ブリン・チャンドラー・リーヴス                                                                       | キム・セウォン マ・ジュンワン イ・ソンヒ     | クレジット無し | 5月6日          | 7月13日       |
| 10        | 10        | 10   | エイリアン・コスチューム パート3 | The Alien Costume, Part Three    | マーク・ホフマイヤー ジョン・ゼンパー（原案） ジャン・ストナルド（原案）                                              | オ・キョリョル ジュン・ホンイク              | クレジット無し | 5月13日         | 7月14日       |
| 11        | 11        | 11   | 対決！ホブゴブリン パート1       | The Hobgoblin, Part One          | ラリー・ブロディ ジョン・ゼンパー                                                                                     | ソン・ペクヨブ ソン・ピョンウン パク・ソンテ | クレジット無し | 5月20日         | 7月15日       |
| 12        | 12        | 12   | 対決！ホブゴブリン パート2       | The Hobgoblin, Part Two          | スタン・ベルコヴィッツ                                                                                                | ソン・ペクヨブ ソン・ピョンウン パク・ソンテ | クレジット無し | 5月27日         | 7月16日       |
| 13        | 13        | 13   | テロリスト・カメレオンを阻止せよ | Day of the Chameleon             | ジョン・ゼンパー | キム・エル オ・キョリョル ジュン・ホンイク   | クレジット無し | 6月11日         | 7月17日       |

### シーズン2
| 話数 (CN)                                       | 話数 (XD)                                       | 話数                                            | サブタイトル                                    | 原題                                            | 脚本                                                                                              | 演出                                            | 作画監督                                        | 初放送日                                        | 初放送日                                        |
| ネオジェニック・ナイトメア (Neogenic Nightmare) | ネオジェニック・ナイトメア (Neogenic Nightmare) | ネオジェニック・ナイトメア (Neogenic Nightmare) | ネオジェニック・ナイトメア (Neogenic Nightmare) | ネオジェニック・ナイトメア (Neogenic Nightmare) | ネオジェニック・ナイトメア (Neogenic Nightmare)                                                   | ネオジェニック・ナイトメア (Neogenic Nightmare) | ネオジェニック・ナイトメア (Neogenic Nightmare) | ネオジェニック・ナイトメア (Neogenic Nightmare) | ネオジェニック・ナイトメア (Neogenic Nightmare) |
| ----------------------------------------------- | ----------------------------------------------- | ----------------------------------------------- | ----------------------------------------------- | ----------------------------------------------- | ------------------------------------------------------------------------------------------------- | ----------------------------------------------- | ----------------------------------------------- | ----------------------------------------------- | ----------------------------------------------- |
| 14                                              | 14                                              | 14                                              | 第1章 インシディアス・シックス パート1          | Chapter I: "The Insidious Six"                  | ジョン・ゼンパー デビッド・リー・ミラー                                                           | キム・エル オ・キョリョル ジュン・ホンイク      | クレジット無し                                  | 1995年 9月9日                                   | 2004年 7月18日                                  |
| 15                                              | 15                                              | 15                                              | 第2章 インシディアス・シックス パート2          | Chapter II: "Battle of the Insidious Six"       | ダグ・ブース ジョン・ゼンパー（原案）                                                             | キム・セウォン マ・ジュンワン イ・ソンヒ        | クレジット無し                                  | 9月16日                                         | 7月19日                                         |
| 16                                              | 16                                              | 16                                              | 第3章 ハイドロマンの悲劇                        | Chapter III: "Hydro-Man"                        | ジェームズ・クリーク ジョン・ゼンパー（原案）                                                     | 鈴木幸雄                                        | 高橋昇                                          | 9月23日                                         | 7月20日                                         |
| 17                                              | 17                                              | 17                                              | 第4章 悩めるミュータント                        | Chapter IV: "The Mutant Agenda"                 | マイケル・エデン ジョン・ゼンパー（原案） J.M.・デマティス（原案） スティーブン・グランド（原案） | ソン・ペクヨブ キム・ウンビョン パク・ソンテ    | クレジット無し                                  | 9月30日                                         | 7月21日                                         |
| 18                                              | 18                                              | 18                                              | 第5章 ミュータントのリベンジ                    | Chapter V: "Mutants' Revenge"                   | フランシス・モス テッド・ペデルセン ジョン・ゼンパー（原案） マイケル・エデン（原案）             | キム・セウォン マ・ジュンワン イ・ソンヒ        | クレジット無し                                  | 10月7日                                         | 7月22日                                         |
| 19                                              | 19                                              | 19                                              | 第6章 吸血鬼モービウス                          | Chapter VI: "Morbius"                           | ブリン・チャンドラー・リーヴス リディア・マラーノ ジョン・ゼンパー（原案）                        | キム・ウンビョン                                | クレジット無し                                  | 10月28日                                        | 7月23日                                         |
| 20                                              | 20                                              | 20                                              | 第7章 パニッシャーの追跡                        | Chapter VII: "Enter the Punisher"               | ジョン・ゼンパー カール・ポッツ                                                                   | ジュン・ホンイク                                | クレジット無し                                  | 11月4日                                         | 7月24日                                         |
| 21                                              | 21                                              | 21                                              | 第8章 スパイダーマンの苦悩                      | Chapter VIII: "Duel of the Hunters"             | ジョン・ゼンパー                                                                                  | ジュン・ホンイク                                | クレジット無し                                  | 11月11日                                        | 7月25日                                         |
| 22                                              | 22                                              | 22                                              | 第9章 バンパイヤ・ハンター ブレイド             | Chapter IX: "Blade the Vampire Hunter"          | ステーファニー・マシソン マーク・ホフマイヤー ジョン・ゼンパー                                    | キム・ウンビョン                                | クレジット無し                                  | 11月18日                                        | 7月26日                                         |
| 23                                              | 23                                              | 23                                              | 第10章 不死身のバンパイヤ                       | Chapter X: "The Immortal Vampire"               | ジョン・ゼンパー メグ・マクラフリン                                                               | ウォン・キム                                    | クレジット無し                                  | 11月25日                                        | 7月27日                                         |
| 24                                              | 24                                              | 24                                              | 第11章 時の石版                                 | Chapter XI: "Tablet of Time"                    | マーク・ホフマイヤー スタン・ベルコヴィッツ ジョン・ゼンパー                                      | キム・エル                                      | クレジット無し                                  | 1996年 2月3日                                   | 7月28日                                         |
| 25                                              | 25                                              | 25                                              | 第12章 永遠の命を求めて                         | Chapter XII: "Ravages of Time"                  | マーク・ホフマイヤー スタン・ベルコヴィッツ ジョン・ゼンパー                                      | キム・ウンビョン                                | クレジット無し                                  | 2月10日                                         | 7月29日                                         |
| 26                                              | 26                                              | 26                                              | 第13章 ヴァルチャーの猛襲                       | Chapter XIII: "Shriek of the Vulture"           | ジョン・ゼンパー ジル・ウィーラー イバリン・AR・ガバル                                            | キム・エル                                      | クレジット無し                                  | 2月17日                                         | 7月30日                                         |
| 27                                              | 27                                              | 27                                              | 第14章 悪夢の終焉                               | Chapter XIV: "The Final Nightmare"              | ジョン・ゼンパー サンディー・フライズ                                                             | キム・ウンビョン                                | クレジット無し                                  | 2月24日                                         | 7月31日                                         |

### シーズン3
| 話数 (CN)                          | 話数 (XD)                          | 話数                               | サブタイトル                         | 原題                                 | 脚本                                                                                            | 演出                               | 作画監督                           | 初放送日                           | 初放送日                           |
| 父親の罪 (The Sins of the Fathers) | 父親の罪 (The Sins of the Fathers) | 父親の罪 (The Sins of the Fathers) | 父親の罪 (The Sins of the Fathers)   | 父親の罪 (The Sins of the Fathers)   | 父親の罪 (The Sins of the Fathers)                                                              | 父親の罪 (The Sins of the Fathers) | 父親の罪 (The Sins of the Fathers) | 父親の罪 (The Sins of the Fathers) | 父親の罪 (The Sins of the Fathers) |
| ---------------------------------- | ---------------------------------- | ---------------------------------- | ------------------------------------ | ------------------------------------ | ----------------------------------------------------------------------------------------------- | ---------------------------------- | ---------------------------------- | ---------------------------------- | ---------------------------------- |
| 28                                 | 28                                 | 28                                 | 第1章 ドクター・ストレンジ           | Chapter I: "Doctor Strange"          | ジョン・ゼンパー マーク・ホフマイヤー                                                           | キム・セウォン                     | クレジット無し                     | 1996年 4月27日                     | 2004年 8月1日                      |
| 29                                 | 欠番                               | 30                                 | 第2章 スパイダーマンへのファンレター | Chapter II: "Make a Wish"            | マーク・ホフマイヤー エリオット・S・マギン メグ・マクラフリン ジョン・ゼンパー（原案）          | キム・エル                         | クレジット無し                     | 5月4日                             | 8月2日                             |
| 30                                 | 欠番                               | 30                                 | 第3章 親友は“スーパーヒーロー"       | Chapter III: "Attack of the Octobot" | メグ・マクラフリン ジョン・ゼンパー                                                             | 茶谷与志雄                         | 高橋昇                             | 5月11日                            | 8月3日                             |
| 31                                 | 29                                 | 31                                 | 第4章 誕生! グリーン・ゴブリン       | Chapter IV: "Enter the Green Goblin" | マーティー・アイゼンバーグ ロバート・N・スキル ジョン・ゼンパー（原案）                         | 茶谷与志雄                         | 高橋昇                             | 5月18日                            | 8月4日                             |
| 32                                 | 30                                 | 32                                 | 第5章 ロケット・レーサー             | Chapter V: "Rocket Racer"            | ダグ・ブース マーク・ホフマイヤー ジョン・ゼンパー（原案）                                      | キム・ヨンドク                     | クレジット無し                     | 9月14日                            | 8月5日                             |
| 33                                 | 31                                 | 33                                 | 第6章 だまされたピーター・パーカー   | Chapter VI: "Framed"                 | ブルックス・ワシュテル シンシア・ハリソン ジョン・ゼンパー（原案） マーク・ホフマイヤー（原案） | キム・エル                         | クレジット無し                     | 9月21日                            | 8月6日                             |
| 34                                 | 32                                 | 34                                 | 第7章 恐れを知らぬ男                 | Chapter VII: "The Man Without Fear"  | マーク・ホフマイヤー ショーン・カタリナ・デレク ジョン・ゼンパー（原案）                        | キム・エル                         | クレジット無し                     | 9月28日                            | 8月7日                             |
| 35                                 | 33                                 | 35                                 | 第8章 究極のスパイダー・スレイヤー   | Chapter VIII: "The Ultimate Slayer"  | ダグ・ブース マーク・ホフマイヤー ジョン・ゼンパー（原案）                                      | オ・キョリョル                     | クレジット無し                     | 10月5日                            | 8月8日                             |
| 36                                 | 34                                 | 36                                 | 第9章 トゥームストーンの復讐         | Chapter IX: "Tombstone"              | ラリー・ブロディ ロバート・N・スキル マーティー・アイゼンバーグ ジョン・ゼンパー                | マ・ジュンワン                     | クレジット無し                     | 10月12日                           | 8月9日                             |
| 37                                 | 35                                 | 37                                 | 第10章 復活のヴェノム                | Chapter X: "Venom Returns"           | スタン・ベルコヴィッツ レン・ウィーン ジョン・ゼンパー                                          | キム・エル                         | クレジット無し                     | 10月26日                           | 8月10日                            |
| 38                                 | 36                                 | 38                                 | 第11章 ヴェノム VS. カーネイジ       | Chapter XI: "Carnage"                | スタン・ベルコヴィッツ ジェームズ・クリーク ジョン・ゼンパー                                    | ソン・キョンソップ                 | クレジット無し                     | 11月2日                            | 8月11日                            |
| 39                                 | 37                                 | 39                                 | 第12章 スポットのテクノロジー        | Chapter XII: "The Spot"              | ジェームズ・クリーク                                                                            | キム・リ                           | クレジット無し                     | 11月9日                            | 8月12日                            |
| 40                                 | 38                                 | 40                                 | 第13章 ゴブリンの戦い                | Chapter XIII: "Goblin War!"          | ジョン・ゼンパー マーク・ホフマイヤー ロバート・N・スキル マーティー・アイゼンバーグ            | キム・セウォン                     | クレジット無し                     | 11月16日                           | 8月13日                            |
| 41                                 | 39                                 | 41                                 | 第14章 ターニング・ポイント          | Chapter XIV: "Turning Point""        | ジョン・ゼンパー ジェームズ・クリーク ロバート・N・スキル マーティー・アイゼンバーグ            | 鈴木幸雄                           | 高橋昇                             | 11月23日                           | 8月14日                            |

### シーズン4
| 話数 (CN)                         | 話数 (XD)                         | 話数                              | サブタイトル                      | 原題                                           | 脚本                                                                                               | 演出                              | 初放送日                          | 初放送日                          |                                   |
| 忍び寄る危機 (Partners In Danger) | 忍び寄る危機 (Partners In Danger) | 忍び寄る危機 (Partners In Danger) | 忍び寄る危機 (Partners In Danger) | 忍び寄る危機 (Partners In Danger)              | 忍び寄る危機 (Partners In Danger)                                                                  | 忍び寄る危機 (Partners In Danger) | 忍び寄る危機 (Partners In Danger) | 忍び寄る危機 (Partners In Danger) | 忍び寄る危機 (Partners In Danger) |
| --------------------------------- | --------------------------------- | --------------------------------- | --------------------------------- | ---------------------------------------------- | -------------------------------------------------------------------------------------------------- | --------------------------------- | --------------------------------- | --------------------------------- | --------------------------------- |
| 42                                | 40                                | 42                                | 第1章 ロビーへの有罪判決          | Chapter I: "Guilty"                            | ラリー・ブロディ メグ・マクラフリン ジョン・ゼンパー（原案）                                       | キム・リ                          | 1997年 2月1日                     | 2004年 8月15日                    |                                   |
| 43                                | 41                                | 43                                | 第2章 怪盗キャット                | Chapter II: "The Cat"                          | ショーン・カタリナ・デレク ジョン・ゼンパー（原案）                                                | キム・チョンイル                  | 2月8日                            | 8月16日                           |                                   |
| 44                                | 42                                | 44                                | 第3章 謎のブラック・キャット      | Chapter III: "The Black Cat"                   | マーティー・アイゼンバーグ ロバート・N・スキル ショーン・カタリナ・デレク ジョン・ゼンパー（原案） | キム・セウォン                    | 2月15日                           | 8月17日                           |                                   |
| 45                                | 43                                | 45                                | 第4章 猛獣パニック！              | Chapter IV: "The Return of Kraven"             | メグ・マクラフリン                                                                                 | キム・ウンビョン                  | 2月22日                           | 8月18日                           |                                   |
| 46                                | 44                                | 46                                | 第5章 素晴らしきパートナー        | Chapter V: "Partners"                          | シンシア・ハリソン ブルックス・ワシュテル ジョン・ゼンパー（原案）                                 | キム・ウンビョン                  | 3月3日                            | 8月19日                           |                                   |
| 47                                | 45                                | 47                                | 第6章 目覚めるモービウス          | Chapter VI: "The Awakening"                    | ショーン・カタリナ・デレク ジョン・ゼンパー（原案）                                                | キム・ヨンドク                    | 3月10日                           | 8月20日                           |                                   |
| 48                                | 46                                | 48                                | 第7章 バンパイヤ・クイーン        | Chapter VII: "The Vampire Queen"               | メグ・マクラフリン ジョン・ゼンパー                                                                | ペク・ドンユル                    | 3月17日                           | 8月21日                           |                                   |
| 49                                | 47                                | 49                                | 第8章 ハリー・オズボーンの変貌    | Chapter VIII: "The Return of the Green Goblin" | マーク・ホフマイヤー                                                                               | ソン・イチョル                    | 7月12日                           | 8月22日                           |                                   |
| 50                                | 48                                | 50                                | 第9章 見果てぬ夢                  | Chapter IX: "The Haunting of Mary Jane"        | メグ・マクラフリン ジョン・ゼンパー（原案も担当） バージニア・ロス                                 | ユン・ヨンテ                      | 7月19日                           | 8月23日                           |                                   |
| 51                                | 49                                | 51                                | 第10章 リザード王国のキング       | Chapter X: "The Lizard King"                   | ゴードン・ケント ジョン・ゼンパー（原案）                                                          | ペク・ドンユル                    | 7月26日                           | 8月24日                           |                                   |
| 52                                | 50                                | 52                                | 第11章 かけがえのない力           | Chapter XI: The Prowler                        | テレンス・テイラー ジョン・ゼンパー（原案）                                                        | ユン・ヨンテ                      | 8月2日                            | 8月25日                           |                                   |

### シーズン5
| 話数                    | サブタイトル | 原題                                                      | 脚本                                                                 | 初放送日       |
| ----------------------- | ------------ | --------------------------------------------------------- | -------------------------------------------------------------------- | -------------- |
| 53                      |              | The Wedding                                               | ジョン・ゼンパー（原案も担当） メグ・マクラフリン                    | 1997年 9月12日 |
| Six Forgotten Warriors  |              |                                                           |                                                                      |                |
| 54                      |              | Six Forgotten Warriors, Chapter I                         | ジョン・ゼンパー                                                     | 9月19日        |
| 55                      |              | Six Forgotten Warriors, Chapter II: "Unclaimed Legacy"    | ジョン・ゼンパー                                                     | 9月26日        |
| 56                      |              | Six Forgotten Warriors, Chapter III: "Secrets of the Six" | ジョン・ゼンパー                                                     | 10月3日        |
| 57                      |              | Six Forgotten Warriors, Chapter IV: "The Six Fight Again" | ジョン・ゼンパー                                                     | 10月10日       |
| 58                      |              | Six Forgotten Warriors, Chapter V: "The Price of Heroism" | ジョン・ゼンパー                                                     | 10月17日       |
| The Return of Hydro-Man |              |                                                           |                                                                      |                |
| 59                      |              | The Return of Hydro-Man, Part One                         | アイリーン・フェンテス ジェームズ・クリーク ジョン・ゼンパー（原案） | 10月24日       |
| 60                      |              | The Return of Hydro-Man, Part Two                         | ジョン・ゼンパー（原案も担当） メグ・マクラフリン                    | 10月31日       |
| Secret Wars             |              |                                                           |                                                                      |                |
| 61                      |              | Secret Wars, Chapter I: "Arrival"                         | ジョン・ゼンパー カレン・ミロビッチ                                  | 11月7日        |
| 62                      |              | Secret Wars, Chapter II: "The Gauntlet of the Red Skull"  | バージニア・ロス                                                     | 11月14日       |
| 63                      |              | Secret Wars, Chapter III: "Doom"                          | ジョン・ゼンパー マーク・ホフマイヤー アイリーン・フェンテス         | 11月21日       |
| Spider Wars             |              |                                                           |                                                                      |                |
| 64                      |              | Spider Wars, Chapter I: "I Really, Really Hate Clones"    | ジェームズ・クリーク マーク・ホフマイヤー ジョン・ゼンパー           | 1998年 1月31日 |
| 65                      |              | Spider Wars, Chapter II: "Farewell, Spider-Man"           | ジョン・ゼンパー                                                     | 1998年 1月31日 |

## スタッフ
- 製作総指揮：アヴィ・アラッド、スタン・リー
- プロデューサー：ジョン・センパー、マイケル・ノウルズ
- スーパーバイジング・プロデューサー：ボブ・リチャードソン
- ストーリーエディター：ジョン・センパー
- 音楽：シュキ・レヴィ、クッサ・マーチ
- 監督：ボブ・リチャードソン
- キャラクター・プロップデザイン：デル・バーラス、デヴィッド・ブロック、ウェイン・シュルツ、ジェフ・スノー
- 音声監督：トニー・パストール
- アニメーション制作：東京ムービー新社→キョクイチ東京ムービー（放送中に社名変更）
- アニメーション・プロデューサー：竹内孝次
- スーパーバイジング ディレクター：小山田桂子
- 美術監督：横山幸博
- 制作担当：山路晴久
- 制作進行：長谷川信夫、近藤光
- 製作：マーベル・フィルズ・アニメーション→マーベル・スタジオ、トムス・エンタテインメント（クレジットはカートゥーン ネットワーク版のみ）
- 配給：ニューワールド・コミュニケーションズ（1994 - 1997）、サバン・エンターテイメント（1997 - 2001）、BVSエンターテイメント（2001 - ）

### 日本語版制作スタッフ
- 演出：久保宗一郎
- 翻訳：尾形由美[28]
- 録音/調整：吉本晋
- プロデューサー：伊藤文子、末次信二
- 制作担当：小野寺徹、丸山晋
- エグゼクティブ・プロデューサー：松下健司
- 制作：カートゥーン ネットワーク、東北新社

## 主題歌
「Spider-Man Theme」
作詞 - ハイム・サバン 作曲 - シュキ・レヴィ 歌 - ジョー・ペリー（エアロスミス）
1960年代のテーマソングをロックにアレンジされたもの。オープニング映像は2バージョンある。前期映像（第1話 - 第13話）ではホブゴブリンが爆弾を投げてスパイダー感覚に反応したスパイダーマンが攻撃を避けるシーン、後期映像（第14話以降）ではスパイダーマンが放射能見学でクモに噛まれるシーンの2つ。
「Spider-Man Theme (Ending Version)」
作詞 - ハイム・サバン 作曲 - シュキ・レヴィ 歌 - ジョー・ペリー（エアロスミス）
30秒のエンディングテーマだが、ロングバージョンも存在する。

## 映像ソフト化

### VHS
シリーズ放送中に、20世紀フォックス ホーム・エンターテインメントからVHSが発売された。一部エピソードを収録している。いずれも廃盤である。
| タイトル   | 収録内容 | 米国発売日   | ストックナンバー (米国) |
| ---------- | --- | ------------ | ----------------------- |
| Hobgoblins | 対決！ホブゴブリン パート1 対決！ホブゴブリン パート2 映像特典: - FOXキッズビデオの予告編 (1997) - Casper: A Spirited Beginning (1997) - FOXインターラクティヴ CD-ROMの予告 (1997) | 1997年7月2日 | 4176                    |

1990年代、マーベル・フィルムズ/ニュー・ワールド・エンターテイメントから別のVHSが発売された。
| タイトル                | 収録内容 | 米国発売日     | ストックナンバー (米国) |
| ----------------------- | --- | -------------- | ----------------------- |
| The Venom Saga          | エピソード: エイリアン・コスチューム パート1 エイリアン・コスチューム パート2 エイリアン・コスチューム パート3 | 1996年11月12日 | 00103                   |
| Revenge of the Goblins  | エピソード: 対決！ホブゴブリン パート1 対決！ホブゴブリン パート2 ゴブリンの戦い | 1997年1月28日  | 00123                   |
| Spider Slayer           | エピソード: スパイダー・スレイヤーの驚異 逆襲 スパイダー・スレイヤー 最強ハンター クレイヴン 映像特典: - Kraven the Hunter Meets Spidey | 1997年3月18日  | 00143                   |
| Insidious Six           | エピソード: インシディアス・シックス パート1 インシディアス・シックス パート2 ハイドロマンの悲劇 映像特典: - アイアンマン『内なる獣性』と『宇宙に浮かぶ脅威』を収録。 | 1997年6月17日  | 00163                   |
| Mutant Agenda           | エピソード: 悩めるミュータント ミュータントのリベンジ 吸血鬼モービウス 映像特典: - アイアンマン『ダーク・ウォーター・フィーバー作戦 パート1とパート2』を収録。 | 1997年9月9日   | 00183                   |
| Tablet of Time          | エピソード: パニッシャーの追跡 スパイダーマンの苦悩 時の石版 永遠の命を求めて 映像特典: - 悩めるミュータント | 1997年11月4日  | 00203                   |
| Neogenic Nightmare      | エピソード: バンパイヤ・ハンター ブレイド 不死身のバンパイヤ ヴァルチャーの猛襲 悪夢の終焉 | 1998年5月19日  | 00213                   |
| Forgotten Warriors      | エピソード: Six Forgotten Warriors, Chapter I Six Forgotten Warriors, Chapter II: "Unclaimed Legacy" Six Forgotten Warriors, Chapter III: "Secrets of the Six" Six Forgotten Warriors, Chapter IV: "The Six Fight Again" Six Forgotten Warriors, Chapter V: "The Price of Heroism" | 1998年10月27日 | 00223                   |
| The Sins of the Fathers | エピソード: だまされたピーター・パーカー 恐れを知らぬ男 究極のスパイダー・スレイヤー スポットのテクノロジー | 1999年5月18日  | 00233                   |
| Secret Wars             | エピソード: Secret Wars, Chapter I: "Arrival" Secret Wars, Chapter II: "The Gauntlet of the Red Skull" Secret Wars, Chapter III: "Doom" Spider Wars, Chapter I: "I Really, Really Hate Clones" Spider Wars, Chapter II: "Farewell, Spider-Man"                                     | 1999年10月26日 | 00243                   |

### DVD
日本でのリリースはブエナ・ビスタ・ホーム・エンターテイメント、日本語字幕版を収録。2025年現在、日本を除いてアメリカ版は廃盤。
| タイトル                                                                         | 収録内容 | 米国発売日     | 日本発売日   | ストックナンバー (米国) | 規格品番 (日本) |
| -------------------------------------------------------------------------------- | --- | -------------- | ------------ | ----------------------- | --------------- |
| スパイダーマン対ドクター・オクトパス (Spider-Man: The Ultimate Villain Showdown) | エピソード: スパイダーマンへのファンレター 親友は“スーパーヒーロー" 誕生! グリーン・ゴブリン ロケット・レーサー 映像特典(アメリカ版のみ): 1967年版のエピソード『スパイダーマンの誕生(The Origin of Spider-Man)』                                                                        | 2002年4月30日  | 2004年7月9日 | 25911 25898             | VWDP4882        |
| スパイダーマン対グリーンゴブリン (Spider-Man: The Return of the Green Goblin)    | エピソード: スポットのテクノロジー ゴブリンの戦い ターニング・ポイント ロビーへの有罪判決 映像特典(アメリカ版のみ): ハリー・オズボーンの変貌※これにはVHS版のBGMが無い。 1967年版のエピソード『The Terrible Triumph of Doctor Octopus/Magic Malice』                                     | 2002年10月29日 | 2004年7月9日 | 28126 28128             | VWDS4884        |
| スパイダーマン対デアデビル (Daredevil vs. Spider-Man)                            | エピソード: だまされたピーター・パーカー 恐れを知らぬ男 究極のスパイダー・スレイヤー トゥームストーンの復讐 映像特典(アメリカ版のみ): 1967年版のエピソード『King Pinned』 - キングピンが登場 ファンタスティック・フォー1994のエピソード『デアデビル現る』 - デアデビルが登場(DVD版のみ) | 2003年2月11日  | 2004年7月9日 | 28520 28521             | VWDS4886        |
| The Ultimate Spider-Man Collection                                               | DVDセット: Spider-Man: The Ultimate Villain Showdown Spider-Man: The Return of the Green Goblin Daredevil vs. Spider-Man | 2003年11月2日  | -            |                         | -               |
| Spider-Man vs. Doc Ock                                                           | エピソード: ドクター・オクトパスの陰謀 怪盗キャット 謎のブラック・キャット 素晴らしきパートナー 映像特典: 1967年版のエピソード『The Power of Dr. Octopus/Sub-Zero for Spidey』 | 2004年6月29日  | -            | 34571 34572             | -               |
| エピソード: スパイダーマン：ザ・ヴェノム・サガ (Spider-Man: The Venom Saga)      | エピソード: エイリアン・コスチューム パート1 エイリアン・コスチューム パート2 エイリアン・コスチューム パート3 復活のヴェノム ヴェノム VS. カーネイジ | 2005年6月7日   | 2004年7月9日 | 34892 34893             | VWDS4978        |

## 放送局
| 放送局                   | 放送期間                      | 放送時間                  | 備考                              |
| ------------------------ | ----------------------------- | ------------------------- | --------------------------------- |
| カートゥーンネットワーク | 2004年7月5日 - 12月30日       | 毎日 19:00 - 19:30        | リピートあり 全52話を完全放送     |
| カートゥーンネットワーク | 2004年7月5日 - 12月30日       | 毎日 24:30 - 25:00        | リピートあり 全52話を完全放送     |
| カートゥーンネットワーク | 2005年1月5日 - 3月30日        | 水曜 16:30 - 17:00        | リピートあり 全52話を完全放送     |
| カートゥーンネットワーク | 2005年1月7日 - 1月28日        | 金曜 16:30 - 17:00        | リピートあり 全52話を完全放送     |
| カートゥーンネットワーク | 2007年3月6日 - 5月18日        | 月曜 - 金曜 16:30 - 17:00 | リピートあり 全52話を完全放送     |
| カートゥーンネットワーク | 2007年3月6日 - 5月18日        | 月曜 - 金曜 26:30 - 27:00 | リピートあり 全52話を完全放送     |
| カートゥーンネットワーク | 2007年5月1日 - 5月4日         | 火曜 - 金曜 16:00 - 17:00 | リピートあり 全52話を完全放送     |
| カートゥーンネットワーク | 2007年5月1日 - 5月4日         | 火曜 - 金曜 26:00 - 27:00 | リピートあり 全52話を完全放送     |
| カートゥーンネットワーク | 2007年10月10日 - 2008年3月4日 | 月曜 - 金曜 16:00 - 16:30 | リピートあり 全52話を完全放送     |
| カートゥーンネットワーク | 2007年10月10日 - 2008年?月    | 月曜 - 金曜 26:00 - 26:30 | リピートあり 全52話を完全放送     |
| ディズニーXD             | 2009年8月3日 - 2010年2月26日  | 月曜 - 金曜 6:30 - 6:55   | リピートあり 小倉優子出演回カット |
| ディズニーXD             | 2009年8月3日 - 2010年2月26日  | 月曜 - 金曜 27:00 - 27:30 | リピートあり 小倉優子出演回カット |
| ディズニーXD             | 2010年3月1日 - 7月10日        | 毎日 27:30 - 28:00        | リピートあり 小倉優子出演回カット |

### 日本での上陸
日本では当初、円谷プロダクションがウルトラマンのショーにスパイダーマンを登場させることを記念して1996年からテレビ放送される予定だったが、スーツの制作は進行していたのにもかかわらず、アニメ放映には至らなかった。このアニメのことは池上遼一原作の「スパイダーマン」（朝日ソノラマ）でジェームズ・キャメロンの映画と共に宣伝されていたが、いずれも中止となっている。その後、2004年7月5日からカートゥーン ネットワークで放送された。その放送を記念して「メイキング・オブ・スパイダーマン」が2004年6月19日・20日・26日・7月4日に放送された。この特別番組ではスパイダーマンの魅力を伝えており、小倉優子がアフレコしているシーンやインタビューなどがあった。小倉がタイーナを演じた際、とても難しくて（役になりきるのに）苦労していたという。CSで放送されたスパイダーマン・シリーズにおいては、同年4月頃にAXNで放送されたスパイダーマン 新アニメシリーズに続いて5作目にあたる。本作での日本語版演出は久保宗一郎が務めている。ストーリーは完結しないまま終わったため、第53話以降は制作されていない。森川智之版においては1981年版スパイダーマン（2003年夏もしくは秋に放送）、1967年版スパイダーマン（2003年秋に本放送したものを2004年7月5日から7月下旬までに再放送）、スパイダーマン&アメイジング・フレンズ、スパイダーマン・アンリミテッド）の全5作が制作された。2004年に再放送した1967年版については、本作の裏番組だった。そのため、一部担当声優においても本作から担当したという誤った情報が出ている（グリーン・ゴブリン、メリージェーン、ミステリオ、リザードを除く）。

## 配信
アメリカでは2019年11月12日からDisney+で配信されている。2021年4月26日に一度削除されたが、同年5月2日に配信再開となった。当初は全話が全てシーズン1にリストされていたため、配信再開時に他のエピソードをシーズンごとに編成させている。
日本では過去にHuluとGYAO!ストアで配信されていた。現在視聴可能なのはビデオマーケット（2016年2月5日配信開始）とカンテレドーガとDMM TVのみで、ディズニーXD放送時と同じく第29話・第30話が欠番となっているほか、日本語版エンディングが搭載されていない。

## スパイダーバース
本作のシーズン5『Spider Wars（スパイダーウォーズ）』の各エピソードでは、複数のスパイダーマンたちが次元を越えてそれぞれ違う宇宙に行くというエピソードになっている。その次元のスパイダーマンには、スカーレット・スパイダー、アーマー型のスパイダーマン、メカニカル・アーマー型のスパイダーマン、シックス・アーマー型のスパイダーマン、俳優のスパイダーマンがいた。これはコミックのスパイダーバースをテーマに描かれ、後にスパイダーマンのコミックや、アニメ、映画に登場しており、スパイダーマン:アクロス・ザ・スパイダーバースにも登場している。

## 制作
X-MENではサバン・エンターテイメントが製作していたが、スパイダーマンではマーベル・フィルム・アニメーションが製作した。マーベル初のアニメシリーズではあるが、アニメーション制作はトムス・エンタテインメントが担当。本作はX-MENに続いて2番目に長期で制作されたマーベルアニメであり、2015年にアルティメット・スパイダーマンが全104話を達成するまでは、本作が唯一長いアニメシリーズだった。
このアニメは検閲であまり良くなかった。ほとんどの回ではリアルな銃が描かれ、フラッシュバックのみだった。例えば、パニッシャーの誕生で、彼の妻が犯罪行為の最中に銃撃戦で殺害された時の場面である。番組制作のルールでは、暴行したり、ガラスに投げつけたり、子供を襲ったり、吸血鬼を登場させたり、酷い言葉を使うなど、酷い言葉を使ったりしないなどがあった。2014年11月のポッドキャストでセンパーがこのことについて発言しており、当時は他の番組と違って検閲を受けておらず、このことが話題になるだけで「大げさじゃない？」と感じたという。この頃のマーベル社は厳しい状況が続いていて破産寸前でもあったため、テレビシリーズ自体にクリエイティブ的な知識を持っていなかったと述べている。センパーは、スタン・リーがシーズン1の第13話でこの番組に影響を与えたと言っている。
本作の権利と配給は、ウォルト・ディズニー・カンパニー（2009年にマーベルの親会社化）が行っており、2001年にディズニー社はニューズ・コーポレーションとサバン・インターナショナルからフォックス・キッズ関連の資産を全て買収している。
この作品は全65話で完結したが、これは元々フォックス側が全65話として制作するために契約されたもので、正確には打ち切りでも意見の食い違いでもなく資金の問題だった。
キャラクターの絵コンテには、ベティ・ブラントも含まれていたが全65話には登場せず、1977年に制作されたテレビドラマ「アメイジング・スパイダーマン」で初めて登場したグローリー・グラントがこのアニメシリーズでも初登場となった。

## 続編と復活
スパイダーマン・アンリミテッド
1999年、本作の続編と呼ばれるシリーズがFox Kidsで放送された（日本ではトゥーンディズニーで放送、声優は同じ）。これは本作のシーズン5で結婚したピーターとメリージェーンのその後の世界（アース7831）を描いており、カウンターアースに巻き込まれた宇宙飛行士ジョンをスパイダーマンが探しに行くという内容だが、最後の結末が描かれないまま未完となっている。
リバイバル版
マーベル・スタジオによる『X-MEN '97』が『X-MEN』のリバイバル版としてDisney+で配信されると発表された後、スパイダーマンも復活する可能性があるとジョン・センパーが述べている。2022年7月、センパーはこのことについて「この『スパイダーマン・アニメイテッド』にリバイバル版が実現するかは分からない」と言及している。

### 日本未公開のシーズン5について
このシーズンでは、ピーターとメリージェーンが結婚するエピソード「THE WEDDING」、それからその後を描いた「The Return of Hydro-Man（訳：7人の忘れられた戦士たち）」、『Six Forgotten Warriors（訳：帰ってきたハイドロマン）』、「シークレット・ウォーズ / スパイダーウォーズ」といった章がある。「The Return of Hydro-Man」というお話では、ピーター・パーカーの両親がロシアの反スパイという設定になっており、ここではウィザー、ミス・アメリカが初登場し、エレクトロも本来の「マックス・ディロン」とは違う名前で登場し、「Return of Hydro-man」ではハイドロマンが復活して、ピーター・パーカーとメリージェーン・ワトソンの新婚生活を邪魔をし、ピーターからMJを奪おうとして彼女を水人間にしてしまうというお話である。シークレットウォーズではスパイダーマンがレッドスカルと最終決戦をする話でファンタスティック・フォー、ドクター・ドゥームが登場するが、スパイダーウォーズではスパイダーバースみたいに別世界のスパイダーマンが登場するお話となっており、最終話となる第65話ではスパイダーグウェンことグウェン・ステイシーが登場する。日本ではこの「リターン・オブ・ハイドロマン」で津波を予想するシーンが関連しているのかは不明だが、現在も放送されることが無いまま公式での日本語吹き替え版は制作されていない。このシーズンについては日本国内では未放送であるため、ピーターとメリージェーンが結婚後の出来事などについてはあまり知られていない。

## 関連商品

### コミック
アメリカでは本作でもX-MENと同じく大人気番組となり、多数のコミックに影響を与えている。
最初は1994年12月から1996年2月まで発売された全15巻のアクション・コミック本「Spider-Man The Adventures」で、このアニメにある本編のストーリーを忠実に翻案されている。その後は1996年4月から1997年3月まで発売された全12巻のコミック本「Adventures of Spider-Man」となり、ストーリーは完全オリジナル版となっている。
1994年3月、マーベルはアニメシリーズの連動企画としてシーズン2となるマガジン雑誌「Spider-Man Magazine」を1997年3月までに発売。1995年には特別号を含めて2冊同時に発売された。
1997年4月には「Marvel Adventures」というコミック本の販売が開始され、1998年9月までに全18巻が発売された。このコミックは、マーベルキャラクターのさアニメ版に登場するキャラクターたちが出てくることが基本の1つであるが、スパイダーマンはあまり登場しなかった。

### テレビゲーム
下記のほかにも、本作をベースとしたテレビゲームも数多く製作されている。
- Windows向けゲームソフト『Spider-Man Cartoon Maker』(1995年、日本未発売)
- 『Spider-Man』(1995年) スーパーファミコンとGENESISで発売。

### グッズ
子供向けアクション・フィギュア
1990年、トイビズ（マーベル・トイ）からマーベル・コミックからアクション・フィギュア製造権を取得したことにより、リザード、バルチャー、エイリアン・スパイダースレイヤー、ヴェノム、カーネイジ、スコーピオン、クレイヴン、カーネイジ、ショッカー、マダム・ウェブ、スポットが発売された。この他には、ワスプ、タランチュラ、スワーム、デモゴブリン、バード・オブ・ヴェノム、ドッペルゲンガー、ステグロン、ヴァルト・ガードマン、ハイブリッド、スクリーム、ファージ、ラシャー、リオットが発売された。これだけでなく、サイボーグ・スパイダーマン、ベン・ライリー・スパイダーマン、ネガティブマン・スパイダーマン、スパイダー・アーマー:マーク1などといったアクション・フィギュアも存在する。
アクション系マスコット
2001年、システムサービス社から「ひもを引っ張るとぶるぶる振るえるアクション系マスコット」という題でスパイダーマンの全3種の振動マスコットがクレーンゲームの景品用として登場。全3種類の中で確認できているのは、尻から引っ張るマスコットと後ろ首から引っ張るマスコットのみ。幼児でも楽しめるグッズである。このほかに同社から製造されたスパイダーマンのぬいぐるみが景品用として登場しており、3体セットのうち1体目はゴム式の伸縮性が備わったクモの糸がついている。なお、スパイダーマンの顔の目は、1960年代のコミックとアニメに近い特徴で製造されている。他にも別の3体セットのスパイダーマンのマスコットが存在するが、このときのスパイダーマンの目は本作と同じで、1体目はスパイダーマンが手を上げた状態で手のひらにゴム式のクモ糸となっており、2体目はただ立ったままのスパイダーマンで、3体目はスパイダーマンが片足にひじをつけて「ハグしてあげる」みたいな感じで手を広げているマスコットである。説明書とマスコットに付いている帯にあるロゴは本作のものを使用。

## 参考資料
- Newtype（KADOKAWA） - 2004年7月号から探索可能。